# Followfood
Die Followfood GmbH ist ein deutsches Unternehmen der Bio-Lebensmittel-Branche mit Sitz in Friedrichshafen. Es vertreibt mit den Marken „followfish“ und „followfood“ Lebensmittel nach EU-Bio-Standard.

## Geschichte
Das Unternehmen wurde im Jahr 2000 von Jürg Knoll und Harri Butsch unter dem Namen fish & more GmbH gegründet, zunächst mit dem Ziel, Fisch nach Deutschland zu importieren. Es belieferte den Fach- und Lebensmitteleinzelhandel mit Tiefkühlfisch. Im Jahr 2007 führten Knoll und Butsch einen „Tracking-Code“ auf Fischprodukte ein, der Herkunft, Produzenten und Produktionswege für Kunden nachvollziehbar offenlegt. Im Februar 2008 wurde die Marke „followfish“ dem Handel vorgestellt. Laut einer Fallstudie von Karl-Michael Griese von der Hochschule Osnabrück nimmt die Marke im Zusammenhang des nachhaltigen Wirtschaftens eine Vorreiterrolle ein.
Der Tracking-Code wurde zu einem neuen Standard für Tiefkühl-Fischprodukte, wie die WirtschaftsWoche schrieb. Er wurde um die Ökobilanz erweitert und sei ein Grund, warum followfood 2022 erneut laut einer Studie des Beratungsunternehmens Munich Strategy und der WirtschaftsWoche unter die 15 der „innovativsten Mittelständler Deutschlands“ gewählt wurde. Im Dezember 2015 erfolgte eine Umbenennung der fish & more GmbH zu followfood GmbH. Auch der mit der Handangel gefangene Thunfisch, den followfish als erstes Unternehmen in Deutschland anbot, hat bei anderen Lebensmittelproduzenten und Händlern Nachahmung gefunden. 2017 führte das Unternehmen das erste Fair-Trade-Siegel für Thunfisch in Deutschland ein und bringt seitdem auch Nicht-Fischprodukte auf den Markt. Im Bereich der Bio-Pizza war Followfood 2018 laut Handelsblatt Marktführer.
Im Jahr 2020 hatte das Unternehmen im Bio-Fachhandel einen Marktanteil von 45 Prozent. In Deutschland sind die Produkte im Lebensmitteleinzelhandel sowie im Biofachhandel vertreten.
Anfang September 2021 erwarb der Investor Sven Schulz (Mitgründer und Vorstandsvorsitzender von Akasol) über seine Beteiligungsgesellschaft Summiteer rund 29 % der Anteile am Unternehmen. Die beiden Followfood-Gründer Jürg Knoll und Harri Butsch blieben Mehrheitsgesellschafter, weiterer Minderheitsgesellschafter ist Thomas Holeczek, der über seine Investmentfirma MH Holding seit Gründungstagen beteiligt ist. 2022 übernahm Followfood die Mehrheit an dem Seafood-Beratungs- und Handelsunternehmen Blueyou. Den Hersteller Dörrwerk GmbH mit der Schokoladen-Marke Rettergut übernahm Followfood 2022 vollständig.

## PR-Initiativen
Mit der sogenannten „Bodenretter-Initiative“ ab 2019 förderte das Unternehmen ökologische Landwirtschaft. Von jedem verkauften Produkt flossen fünf Cent pro Packung in einen Fonds (beim Biowein 50 Cent pro Flasche). 2019 wurden 50.000 Euro ausgeschüttet, um Biobauern zu unterstützen, ihre Landwirtschaft über den EU-Bio-Standard hinaus auszurichten. In diesem Jahr hat das Unternehmen erstmals einen Gemeinwohlökonomiebericht (GWÖ) zu ethischer Unternehmensführung vorgelegt. Darin weist Followfood auch Investitionen von 500 000 Euro in Klimaprojekte und regenerative Landwirtschaft nach. Die gleiche Summe soll auch 2022 in nachhaltige Projekte investiert werden.
Seit 2017 gleicht das Unternehmen CO2-Emissionen aus, die beim Transport der Produkte entstehen. Das Unternehmen investierte in Forschung zur Reduzierung des eigenen Verpackungsmülls.
Im Jahr 2016 führte das Unternehmen eine Kampagne gegen Wildfischerei und illegale Fangmethoden durch. 2019 initiierte Followfood einen Shitstorm in Zusammenarbeit mit dem Webvideoproduzenten inscope21, mit dem Ziel, Konsumenten darauf aufmerksam zu machen, sich bewusster mit Lebensmitteln auseinanderzusetzen.

## Preise
- 2011:  Deutscher Nachhaltigkeitspreis in der Kategorie „Deutschlands nachhaltigste Produkte/Dienstleistungen“[28]
- 2012: Deutscher Nachhaltigkeitspreis in der Kategorie „Deutschlands nachhaltigste Initiative“[29]
- 2015: „Biomarke des Jahres“ der Zeitschrift Lebensmittel Praxis[30]
- 2020: „Mein gutes Beispiel“ der Bertelsmann Stiftung in der Kategorie „Kleine und mittlere Unternehmen“[31]